# Sierra Madre (Filippine)
La Sierra Madre è una catena montuosa delle Filippine che si estende lungo l'asse dei meridiani sulla grande isola di Luzon, nella parte settentrionale dell'arcipelago. È la catena montuosa più lunga del Paese asiatico e raggiunge la massima altezza con la cima del Monte Anacuao (1 872 ms.l.m.). Si congiunge nella parte centro settentrionale dell'isola con la Cordillera Central dando origine alla catena montuosa del Caraballo. La catena occupa le provincie di Aurora, Bulacan, Cagayan, Isabela, Laguna, Nueva Ecija, Nueva Vizcaya, Quezon, Quirino e Rizal.

## Importanza economica dell'area
La Sierra Madre, vera e propria dorsale di Luzon, è ricoperta da circa 1,4 milioni di ettari di foresta, che rappresentano circa il 40% dell'intera residua superficie forestale delle Filippine e che fanno della Sierra Madre un motore importantissimo dell'economia locale: sono infatti numerose le dighe che regolamentano l'afflusso delle acque verso le grandi piantagioni di riso delle regioni del Luzon Centrale e della Valle di Cagayan e verso la città di Manila, il cui approvvigionamento idrico è anche garantito dalle acque della Sierra Madre. Costituita da un numero cospicuo di vulcani anche attivi, la Sierra Madre è rifugio di centinaia di specie animali e vegetali, molte delle quali endemiche delle Filippine, oltre che sede di parchi nazionali e aree naturali protette.

## Minacce all'ecosistema
Nonostante gli sforzi ufficiali per proteggere l'ecosistema della catena montuosa, l'ambiente delle Sierra Madre è costantemente minacciato dalle attività umane: il taglio degli alberi, le attività minerarie, la conversione di aree forestali in aree agricole e lo spopolamento delle campagne determinano una perdita di foresta e un degrado dei bacini idrici aggravato dal depositarsi dei sedimenti del fiume Cagayan che scorre in quelle zone e che contribuiscono a insabbiare gli estuari dei corsi d'acqua, le scogliere, le popolazioni di mangrovie e le aree paludose. A questo va aggiunta la costruzione di nuove strade che, pur garantendo una migliore mobilità alle popolazioni locali e un conseguente sviluppo dell'area, costituisce sicuramente una grave minaccia all'equilibrio naturale della Sierra Madre che sempre più risulta fragile.
Secondo il Governo delle Filippine alcuni recenti episodi di gravi inondazioni seguite ai frequenti tifoni che si abbattono su Luzon sarebbero anche da attribuirsi alla deforestazione della catena montuosa: in particolare il tifone Ondoy del settembre 2009 ha arrecato gravissimi danni alle popolazioni locali, vittime di inondazioni senza precedenti: dopo quegli episodi il Governo ha istituito una "giornata della Sierra Madre" che possa sensibilizzare i cittadini filippini e creare una sensibilità nuova riguardo alla protezione e alla conservazione delle montagne della Sierra Madre.

## Aree naturali protette
La Sierra Madre ospita una serie di aree naturali protette: il Parco nazionale del memoriale di Aurora, il Parco nazionale di Biak-na-Bato, il Parco nazionale della sorgente del Fuyot, l'Area paesaggistica protetta di Casecnan, l'Area paesaggistica protetta terrestre e marina di Peñablanca, l'Area paesaggistica protetta di Magapit, il Parco naturale della Sierra Madre settentrionale, l'Area paesaggistica protetta di Quezon e l'Area paesaggistica protetta del bacino del fiume Marikina.